# Juanito Segarra
Juanito Segarra (Barcelona, 1927-Madrid, 1987), nombre artístico de Juan Jorquera Lloria, fue un cantante español de boleros.

## Trayectoria artística
Juanito Segarra fue un cantante muy popular en las décadas de 1950 y 1960, cantó boleros, swing, habaneras y mambo. Se inicia artísticamente en Barcelona en 1948, en 1950 se incorpora a la Orquesta de Luis Rovira, cantando canciones del estilo de Lorenzo González, de quien era muy amigo. En 1955 ya actuó como solista y en 1959 gana el Primer Premio de la 1a edición del Festival de Benidorm, con la canción El telegrama, que también defendía la cantante Monna Bell, compuesta por los hermanos Gregorio y Alfredo García Segura. y editada por Julián Mario Suárez Gómez de la editorial Ediciones Hispania.
Segarra era gran admirador de Antonio Machín, a quien cantaba una canción compuesta por Rudy Ventura: 'Antonio Machín', primer tema del elepé A mi amigo Antonio Machín (1977). Otro de sus éxitos fue Eso es el amor, tema que también cantó Pepe Iglesias el Zorro, con el que hizo algunos programas radiofónicos.
Espinita, Puente de piedra, Suave, que me estás matando, Cabaretera, Dos cruces, Camino verde, Historia de un amor, Algo tengo yo, Porque sí, Tengo celos o Lejos fueron otros boleros que se hicieron populares en su voz y que cantó con su propia orquesta. Grabó numerosos discos con la compañía discográfica La Voz de su Amo.
El actual himno del club de fútbol Unión Deportiva Las Palmas participó en el Festival de la Canción Deportiva celebrado en Barcelona, logrando un meritorio tercer puesto, la pieza fue interpretada por el cantante Juanito Segarra.
Falleció en Madrid como consecuencia de un infarto en marzo de 1987.